# Прейцердауль
Прейцердауль (люкс. и фр. Préizerdaul) — коммуна в Люксембурге, располагается в округе Дикирх. Коммуна Прейцердауль является частью кантона Реданж. В коммуне находится одноимённый населённый пункт.
Население составляет 1320 человек (на 2008 год), в коммуне располагаются 460 домашних хозяйств. Занимает площадь 15,60 км² (по занимаемой площади 77 место из 116 коммун). Наивысшая точка коммуны над уровнем моря составляет 402 м. (56 место из 116 коммун), наименьшая 255 м. (65 место из 116 коммун).
Прейцердауль — единственная коммуна Люксембурга, чьё официальное название записано на национальном люксембургском языке (официальное название всех прочих коммун в Люксембурге любо франко-, либо немецкоязычное).

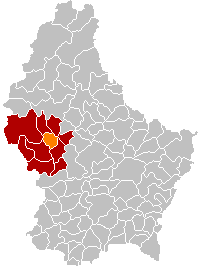
Оранжевый цвет — коммуна Прейцердауль, красный — кантон Реданж.